# برج غلطة (القديم)
هذه المقالة هي عن ميكولس بيرغوس (البرج العظيم) الذي بناه البيزنطيون ودمره الصليبيون اللاتين أثناء نهبهم القسطنطينية في 1204. أما برج غلطة الحالي في غلطة فقد بناه الجنويون في عام 1348 في مكان قريب ولكن مختلف.

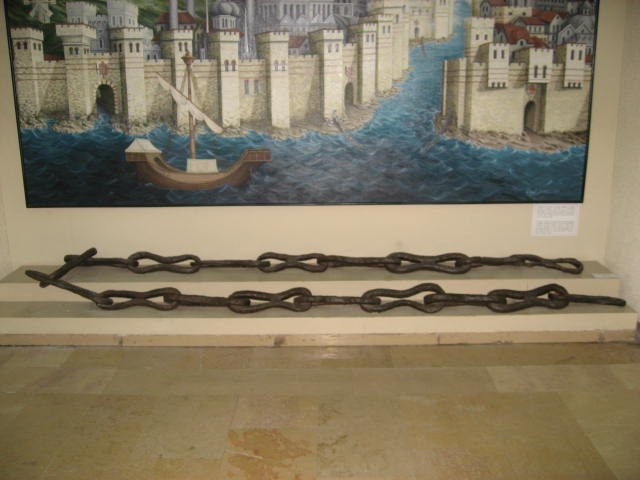
ما تبقى من الاثارالبيزنطية من السلسلة العظيمة التي كانت تغلق مدخل القرن الذهبي خلال سقوط القسطنطينية عام 1453، في متحف البحرية إسطنبول.

كان (ميكالوس بيرغوس، وهذا يعني برج العظمى باليونانية) برج غلطة القديم والذي كان يقف على الجانب الشمالي من منطقة القرن الذهبي في القسطنطينية، داخل قلعة غلطة، ويمثل نهاية الطرف الشمالي للسلسلة العظيمة، والتي امتدت عبر فم القرن الذهبي لمنع سفن العدو من دخول الميناء. يتضمن البرج آلية لرفع وخفض السلسلة.
تم تدمير البرج إلى حد كبير من قبل الصليبيين اللاتين خلال نهب القسطنطينية في 1204، كجزء من الحملة الصليبية الرابعة، لتمكينهم من دخول الميناء ومهاجمة المدينة من البحر، حيث تم تدمير الجدران بسهولة أكبر.
لا ينبغي الخلط بينه وبين ما يعرف اليوم باسم برج غلطة، والذي لا يزال قائما. تم بناء البرج الحالي من قبل الجنويون في عام 1348، على موقع مختلف، في أعلى نقطة في الشمال وأعلى موقع من قلعة غلطة.
اسماه الجنويون بـ Christea Turris (برج المسيح). البيزنطيين، مع ذلك استمروا بتسمية هذا البرج الجديد باسم ميكولس بيرغوس ' (البرج العظيم).